# Обновленство
Обновленство (живоцерковництво) — розкольницький рух у російському православ'ї, що виник офіційно після Лютневої революції 1917 року. Декларував «оновлення Церкви»: демократизацію керування та модернізацію православного богослужіння. Виступало проти керівництва Церквою Патріархом Тихоном, заявляючи про повну підтримку нового режиму та проведених ним перетворень. В Україні обновленський рух оформився як Українська синодальна церква.
З 1922 до 1926 рік рух був єдиною офіційно визнаною державною владою РРФСР православною церковною організацією (другою такою організацією 1926 року стала григоріанська Тимчасова Вища Церковна Рада), в окремі періоди була визнана деякими іншими помісними Церквами. У період найбільшого впливу — в середині 1920-х років — понад половину російського єпископату та парафій перебували в підпорядкуванні обновленських структур.
Обновленство ніколи не було строго структурованим рухом. Між собою обновленські структури нерідко перебували в прямій конфронтації. У 1923—1935 роках існував Священний Синод Православної Російської Церкви, на чолі якого стояв Голова. Головами Синоду послідовно були: Євдоким (Мещерський), Веніамін (Муратівський), Віталій (Введенський). Після вимушеного саморозпуску Синоду навесні 1935 року одноосібне керування перейшло до Віталія Введенського, потім до Олександра Введенського.
З кінця 1935 року розпочалися масові арешти єпископату, духовенства, активних мирян обновленської церкви, хоча в цілому репресії проти обновленців були не настільки сильні як проти Патріаршої Церкви. 1943 року держава взяла курс на ліквідацію структур обновленців, після чого вони почали масово переходити в легалізований Московський патріархат. Смерть 1946 року Олександра Введенського вважається кінцем обновленства.

## Історія

### Передісторія
Передісторія обновленського розколу складна. Ідейно рух оформився швидше за все в період першої російської революції і в пору передсоборних присутностей, так 1905 року в Санкт-Петербурзі склався «кружок 32-х священиків», що спирався на вікарного єпископа Нарвського Антоніна (Грановського), який проіснував до 1908 року, коли його діяльність була припинена, а сам єпископ Антонін відправлений на спокій.
Рух за «оновлення» Російської Церкви виник виразно навесні 1917 року: одним з організаторів і секретарем Всеросійського Союзу демократичного православного духовенства та мирян, що виник 7 березня 1917 року в Петрограді, був священик Олександр Введенський — провідний ідеолог і вождь руху в усі такі роки. Його соратником був священик Олександр Боярський. «Союз» користувався підтримкою обер-прокурора Святішого Синоду Володимира Львова та видавав на синодальні субсидії газету «Голос Христа». Згодом Львов сам став активним діячем обновленства. Прилучився до обновленства й професор Борис Тітлінов, один з найзапекліших супротивників відновлення патріаршества.
На Помісному Соборі 1917–1918 років прихильники «оновлення» опинилися в меншості і тому перейшли до напівпідпільної діяльності.
До 1922 року обновленці в більшості своїй утримувалися від розмежування з наявною тоді церковною організацією. При підготовці до вилучення церковних цінностей більшовицькі лідери (насамперед Лев Троцький) вирішили довести обновленців до повного розриву з вищою церковною владою та створити їх руками повністю підконтрольне режиму маріонеткове церковне керівництво.

### Початок розколу
Вночі 12 травня 1922 року протоієрей Олександр Введенський з двома своїми однодумцями священиками Олександром Боярським та Євгеном Білковим у супроводі співробітників ГПУ прибув до Троїцького подвір'я на Самотеці, де тоді перебував під домашнім арештом Патріарх Тихон. Звинувативши його в небезпечній та необдуманій політиці, яка призвела до конфронтації Церкви з державою, Введенський зажадав, щоб Тихон на час арешту відмовився від своїх повноважень. З деяких міркуванні Тихон підписав резолюцію про тимчасову передачу церковної влади з 16 травня митрополиту Ярославському Агафангелу (Преображенському).
14 травня 1922 року в «Известиях» з'являється «Заклик до віруючих синів Православної Церкви Росії», де містилася вимога суду над «винуватцями церковної розрухи» та заяву про припинення «громадянської війни Церкви проти держави».
15 травня 1922 року депутація обновленців прийнята Головою ВЦВК Михайлом Калініним і на такий дня було оголошено про заснування нової Вищої Церковної Керування (ВЦУ). Останнє повністю складалося з прихильників обновленства. Першим його керівником став єпископ Антонін (Грановський), зведений оновленцями у сан митрополита. Наступного дня влада, щоб полегшити обновленцям захоплення Патріаршої канцелярії та завдання оволодіння владою, перевезли Патріарха Тихона в Донський монастир в Москві, де він перебував в суворій ізоляції.
Із секретаріату ЦК РКП (б) всім губкомам РКП (б) на місцях були спрямовані телеграми, в яких говорилося про необхідність підтримки створюваних обновленських структур. ГПУ активно чинило тиск на керівних архієреїв з метою домогтися визнання ними ВЦУ і «Живої церкви». Проти «Тихонівського» духовенства були організовані репресії. Однією з фігур, що сильно сприяла розколу церкви можна вважати співробітника ОГПУ Євгенія Тучкова. Обновленці у своєму колі називали його «ігуменом», сам же він волів іменувати себе «радянськими обер-прокурором».
29 травня 1922 року в Москві за негласної підтримки ГПУ НКВС РРФСР проходять установчі збори «Живої Церкви» (незадовго до цього учасники, що увійшли до групи почали випуск журналу з такою назвою), яку 4 липня очолює протоієрей Володимир Красницький. сенс обновленського руху журнал бачив у звільненні духовенства «від мертвущого гніту чернецтва, воно повинно отримати в свої руки органи церковного керування та неодмінно отримати вільний доступ до єпископського сану», — писав Красницький в № 2 «Живий церкви».
16 червня 1922 року митрополит Володимирський Сергій (Страгородський), архієпископ Нижньогородський Євдоким (Мещерський) і архієпископ Костромської Серафим (Мещеряков) публічно визнали обновленське ВЦУ єдиною канонічною церковною владою в так званому «Меморандумі трьох». Дійсний примірник був підписаний також та випадково були присутні у Нижньому Новгороді єпископом Васільсурскім Макарієм (Знаменським), але при опублікуванні документа в обновленской друку підпис останнього була опущена.
У серпні 1922 року в Москві зібрався I Всеросійський з'їзд білого духовенства «Живої Церкви». У ході дискусії більшість його делегатів висловилося за скасування «привілеїв» чернецтва.
У тому ж місяці від «Живої церкви» відколовся єпископ Антонін (Грановський), голова ВЦУ, організувавши «Союз церковного відродження» (СЦВ). СЦВ, при цьому, бачив свою опору не в клірі, а в мирянах — єдиному елементі, здатному «зарядити церковне життя революційно-релігійної енергією». Статут СЦВ обіцяв своїм послідовникам «найширшу демократизацію Неба, найширший доступ до лона Отця Небесного».
Восени того ж року через незгоду з Красницкого Введенський та Боярський покидають «Живу церкву» та організовують «Союз громад древлеапостольской Церкви» (СОДАЦ).
Всі три обновленські групи почали боротьбу за владу у Вищому церковному управлінні, вдаючись при цьому до допомоги ГПУ, яке з самого початку розколу фактично диригувало усіма його лідерами. З'явилося безліч та інших, більш дрібних, церковно-реформаторських груп. кожна група розробила свою програму церковних перетворень, розраховану на більш-менш радикальне оновлення Руської Православної Церкви.
До кінця 1922 року оновленці змогли зайняти дві третини з 30 тисяч храмів, що тоді діяли.
У лавах обновленців виявилося і чимало активних учасників крайніх правих партій. Однією з ключових фігур та головним резидентом ГПУ в обновленства став протоієрей Володимир Красницький, до революції член Союзу російського народу. Активним членом «Союзу…» був і інший видатний обновленец, священик Сергій Калиновський. Взагалі на першому соборі живої церкви 1922 року з шести доповідачів троє були колишніми членами Союзу російського народу: Володимир Красницький, Димитрій Адамов, Алексій Дьяконов. Останній став обновленским єпископом Харкова. Серед активних обновленців деякі були правими депутатами депутати дореволюційної Думи — протоієрей Григорій Маньковський, що став обновленским єпископом Фотієм. Депутати Думи 4-го скликання протоієреї Тихон Попов та Володимир Лентовський стали обновленской ієрархами. Протоієрей Олександр Надєждін, виставлявся на виборах в Думу від Союзу Російського Народу, став обновленским єпископом Вологодським.

### 1923–1925 роки
«Другий Помісний Всеросійський Собор» (перший обновленський) був відкритий 29 квітня 1923 року у Москві, в храмі Христа Спасителя після Літургії та урочистого молебню, справлених митрополитом московським та всієї Росії Антоніном у співслужінні 8 єпископів і 18 протоієреїв — делегатів Собору, читанням грамоти Вищого Церковного Керування про відкриття Собору, вітанням Уряду Республіки та особистим привітанням голови Вищого церковного управління митрополита Антоніна. 3 травень Собор виніс резолюцію про підтримку радянської влади та оголосив про позбавлення сану та позбавлення чернецтва «колишнього патріарха» Тихона. Патріаршество було скасовано як «монархічний та контрреволюційний спосіб керівництва Церквою». 5 травня, після доповіді митрополита Антоніна, Собор ухвалив перейти на григоріанський календар з «12 червня поточного року»; 7 травня відлучив всіх учасників Собору в Сремських Карловцях 1921 року. Собор також запровадив інститут білого (одруженого) єпископату. ВЦУ було перетворено в Вища Церковна Рада (ВЦС).
Патріарх Тихон піддав анафемі не визнав рішень обновленського собору і наклав анафему на обновленців, як на «незаконне зборище» та «антихристову установу».
Після звільнення 27 червня 1923 року Патріарха Тихона з ув'язнення влади почали застосування нової тактики роботи по керівництву обновленським розколом. Було поставлено завдання підпорядкування всі обновленські групи єдиному центральному органу, який набути більш респектабельного вигляду, з тим, щоб протистояти «тихоновщіні». У серпні 1923 року ВЦС був перетворений в «Священний Синод». На чолі його став митрополит Євдоким (Мещерський), але фактичним керівником та духовним вождем обновленців залишався Олександр Введенський.
Після звільнення в кінці червня 1923 року під варти Тихона і його повернення до керування вірними йому приходами покаяння у гріху розколу принесли багато ієрархів, в тому числі Сергій (Страгородський) та Серафим (Мещеряков), в обновленстві ж склалася кризова ситуація. Наприкінці 1923 року було вирішено про розпуск обновленських груп та об'єднанні їх членів у «Живу церкву». «Жива церква» цьому рішенню не підкорилася і певний час продовжувала функціонувати самостійно, але незабаром втратила підтримку з боку цивільної влади та одразу припинила своє існування.
2/15 квітня 1924 року Патріарх Тихон заборонив у священнослужінні керівників обновленського розколу, і заборонив мати з оновленцями молитовне спілкування.
10—18 червня 1924 року в Москві відбулася обновленська «Велика передсоборна нарада Російської православної церкви», що обрала своїм почесним головою Константинопольского Патріарха Григорія VII (який тоді схилявся на бік обновленців під тиском кемалістів і був представлений у Москві архімандритом Василем Дімопуло): передбачалося скликати 1925 року в Єрусалимі вселенський собор для загальноправославного вирішення назрілих питань. Нарада звернулася з петицією в РНК про надання священнослужителям прав членів профспілок, дозволу навчання дітей Закону Божому до 11 років, ведення актів громадянського стану, повернення чудотворних ікон і мощей, конфіскованих в музеї; в усіх проханнях було відмовлено.
1—10 жовтня 1925 року в московському храмі Христа Спасителя оновленці провели свій другий Собор («III Всеросійський помісний собор Православної церкви на території СРСР»), на якому розраховували примиритися з «тихоновцями», що після смерті Патріарха залишилися без лідера. На Соборі були присутні 90 архієреїв, 109 кліриків і 133 делегата-мирянина; Собор обрав своїм почесним Головою Вселенського Патріарха Василя, який направив Собору вітальне послання.
На Соборі Олександр Введенський оголосив помилковий лист «єпископа» Миколи Солов'я про те, що нібито в травні 1924 року Патріарх Тихон та митрополит Петр (Полянський) послали з ним благословення в Париж «великому князеві» Кирилу Володимировичу на заняття імператорського престолу. Введенський звинуватив Місцеблюстителя у співдружності з білогвардейським політичним центром і цим відрізав можливість для переговорів. Більшість членів Собору, повіривши почутому, була вражена таким повідомленням та крахом надій встановити мир у Церкві.
Собор офіційно відмовився від проведення реформ не лише в області догматики та богослужіння, але і в укладі церковного життя. Собор своєю постановою від 5 жовтня дозволив, «зважаючи на побутові умови російського життя, при яких негайний перехід на новий стиль викликає часто несприятливі ускладнення», використання як нового, так і старого календарного стилю, «вважаючи що авторитет майбутнього Вселенського Собору дозволить остаточно це питання та встановить однаковий церковний відлік часу в усіх Православних церквах».
У довідці (Додаток 1-е до Діянням Собору), опублікованій в офіційному органі «Вісник Священного Синоду Православної Російської Церкви» № 7 за 1926 рік, наводяться такі консолідовані дані на 1 жовтня 1925 року про структури, «які перебувають у канонічному спілкуванні та веденні Св. Синоду»: всього єпархій — 108, церков — 12593, єпископів — 192, духовенства — 16540.
Після Собору 1925 року обновленство стало катастрофічно втрачати своїх прихильників. Якщо на 1 жовтня 1925 року обновленцам належало в цілому по країні 9093 приходи (близько 30% від загального числа), на 1 січня 1926 року — 6135 (21,7%), то на 1 січня 1927 року — 3341 (16,6%).

### 1926–1935 роки
Після легалізації Патріаршої церкви в особі митрополита Сергія (Страгородського) і Тимчасового при ньому Патріаршого Синоду 1927 року вплив обновленства занепадав. Константинопольський патріарх одразу заявив про визнання цього Синоду, продовжуючи, однак, закликати до примирення з оновленцями.
1928 року Євдоким (Мещерський) був замінений на посаді глави обновленського синоду єпископом Веніаміном (Муратовським), а 1930 року обновленське керівництво формально очолив митрополит Віталій (Введенський).
Рішенням Священного Синоду від 19 вересня 1934 року патріарша Церква визначалася як «єретичний розкол», заборонялося причащатися в патріарших храмах та відвідувати їх.
29 квітня 1935 року під натиском влади обновленський синод ухвалив рішення про «самоліквідацію». Професор Сергій Зарін зробив доповідь з цього питання, пославшись на 34 апостольське правило. Присутні на засіданні митрополити Віталій (Введенський), Михайло (Князевський), «Протопресвітер» Павло Красоткин та Димитрій Адамов всю повноту влади передали «Першоієрарху православних церков СРСР» митрополиту Віталію (Введенському). Йому присвоїли винайдений з цієї нагоди титул «первосвященний» та наділили правом призначати собі наступника та делегувати свої повноваження іншому єпископу. Незабаром «першоієрарх» повелів розпустити всі митрополичі та єпархіальні управління та благочинницькі ради, залишилися лише архієреї та їх канцелярії — так закінчувалася боротьба обновленців за колегіальне керування Церквою.

### Кінець обновленства
З кінця 1935 року розгорнулися масові арешти єпископату, духовенства, активних мирян обновленського церкви, включаючи і тих, хто давно співпрацював з органами ОГПУ-НКВД. Уникли арешту або незабаром після нього були звільнені лише одиниці.
З початком Німецько-радянської війни обновленська Церква отримує можливість дещо розширити свою діяльність: було відкрито кілька десятків парафій та навіть висвячено кілька єпископів. Кілька архієреїв, які перебували «на спокої» (наприклад, Корнилій (Попов)) отримали реєстрацію, тобто право здійснювати богослужіння та отримали призначення на обновленські кафедри. Йосип Сталін відповідав на привітальні телеграми обновленських лідерів. З першої половини 1943 року державні органи стали поступово відкидати обновленців, що було пов'язано зі зміною політики щодо Патріаршої Церкви.
Остаточним ударом по руху стала підтримка Сталіним канонічної церкви у вересні 1943 року. Обновленському керівництву не вдалося домогтися реєстрації своїх парафій та духовенства у створеній в травні 1944 року Раді у справах релігійних культів при РНК СРСР (вони були зареєстровані в Раді у справах РПЦ), в з кінця 1943 року під натиском влади відбувався масовий перехід єпископату, духовенства та парафій в Московський патріархат. Від усього обновленства до кінця війни залишалася лише парафія церкви Пімена Великого в Нових Воротніках у Москві.
1946 рік — рік смерті Олександра Введенського, вважається кінцем обновленського розколу, хоча останній обновленський ієрарх Філарет (Яценко) дожив до 1951 року.